# Don Stewart (homme politique canadien)
Pour les articles homonymes, voir Stewart.
Don Stewart est un ingénieur civil et homme politique canadien. De l'élection partielle du 24 juin 2024 à l'élection anticipée du 28 avril 2025, il est député de la circonscription de Toronto—St. Paul's à la Chambre des communes du Canada sous la bannière du conservateur.

## Biographie
Don Stewart grandit à Oshawa en Ontario. Il obtient un diplôme d'ingénieur et un MBA en commerce de l'Université Queen's. Après ses études, il travaille comme directeur chez BMO Capital Markets (en) pendant sept ans et ensuite chez Morgan Stanley pendant plus de onze ans.
Il se présente comme candidat du Parti conservateur du Canada dans la circonscription de Toronto—St. Paul's lors d'une élection partielle tenue le 24 juin 2024 à la suite du départ de la députée Carolyn Bennett, nommée ambassadrice du Canada au Danemark. Pour certains, cette élection partielle se veut un référendum sur le gouvernement Trudeau. Stewart remporte l'élection partielle avec 42,12 % des voix, une majorité de 633 voix sur la candidate libérale, Leslie Church, qui obtient 40,41 % des voix. Le décompte des votes prend plus de huit heures à cause du nombre record de 84 candidats. Cette victoire des conservateurs dans un bastion libéral vient peser sur l'avenir du premier ministre Justin Trudeau,. Stewart devient le premier député conservateur de la circonscription à la Chambre des communes depuis 1993, soit 31 ans. 
Stewart est un réserviste dans les Forces armées canadiennes, lieutenant-colonel honoraire de la 2e compagnie de renseignement.